# Obwalden
| Kanton Obwalden           |                    |
| \| Grb kantona \|         |                    |
| Položaj u Švicarskoj      |                    |
|                           |                    |
| Podaci                    |                    |
| Glavni grad               | Sarnen             |
| Pristupanje konfederaciji | 1291.              |
| Skraćenica                | OW                 |
| Stanovništvo              | 33.755 stan.       |
| Popis                     | 31. prosinca 2006. |
| Površina                  | 491 km²            |
| Gustoća                   | 69 stan./km²       |
| Br. općina                | 7                  |
| Jezici                    | njemački           |
| Zemljovid kantona         |                    |
|                           |                    |
| Grb kantona               |                    |

Kanton Obwalden (francuski: Obwald, talijanski: Obvaldo, retoromanski: Sursilvania) je kanton u središnjoj Švicarskoj.

## Zemljopis
Ovaj kanton nalazi se na obalama jezera Vierwaldstätter, a na njegovom području nalaze se i jezera Sarnen, Lungern i Wichel. Najviša točka kantona je Titlis (3238 m), dok se najniža nalazi na jezeru Vierwaldstätter (434 m). Obwalden je jedan od 11 švicarskih kantona koji ne graniče ni s jednom inozemnom državom (Binnenkanton). Ovaj kanton graniči s kantonima Bern, Luzern, Nidwalden i Uri. Općina Engelberg je odvojena od ostalih općina Obwaldena kantonom Nidwalden, te čini eksklavu ovog kantona.

### Politička podjela
Obwalden je podijeljen u sedam općina: Alpnach, Engelberg, Giswil, Kerns, Lungern, Sachseln i Sarnen koji je glavno mjesto kantona. 
Ovaj kanton nije podijeljen na okruge, te ga Savezni ured za statistiku smatra samostalnim okrugom.

## Povijest
Prva naselja na ovom području su iz keltskih i rimskih vremena. Poslije 700. na ove prostore se doseljavaju Alemani. Godine 1291., Obwalden je zajedno s Nidwaldenom ušao u savez s kantonima Uri i Schwyz što se smatra osnivanjem današnje Švicarske. U 13. i 14. stoljeću je Obwalden osnovao vlastitu upravu, iako je dijelio skupštinu s Nidwaldenom sve do 1330. godine.
Godine 1403., Obwalden je zajedno s kantonom Uri napao područje Leventine (danas dio kantona Ticino) kako bi dobio nove trgovačke mogućnosti. U napoleonskom razdoblju tj. za vrijeme Helvetske Republike (1798. – 1803.) kanton je izgubio nezavisnost, ali su obični ljudi po prvi put dobili osnovna politička prava. Godine 1815., samostan Engelberg i istoimena općina postaju dio Obwaldena.

## Politika
Obwalden, kao i ostali švicarski polukantoni, ima sva prava punog kantona, a iznimka je to što kanton ima samo jednog zastupnika u Vijeću kantona. Zbog male veličine kanton ima samo pet članova vlade, dok u kantonalnom parlamentu postoji 55 zastupnika koji se biraju svake četiri godine.

## Gospodarstvo
Gospodarstvo kantona temelji se na malom i srednjem poduzetništvu. Postoje specijalizirana poduzeća za medicinsku opremu, strojeve, nanotehnologiju i sl. Šumarstvo i poljoprivreda su od velikog značenja za gospodarstvo, posebno mliječna i mesna proizvodnja. Poljoprivredom se obično bave obitelji.
Za gospodarstvo je vrlo važan turizam koji izravno ili neizravno zapošljava četvrtinu stanovništva. Glavne atrakcije ovog kraja su planine Pilatus i Titlis gdje se odvijaju zimski sportovi.

## Vanjske poveznice
- (njem.)Službena stranica kantona Obwalden